# World Team Trophy
World Team Trophy – zawody drużynowe w łyżwiarstwie figurowym organizowane przez Międzynarodową Unię Łyżwiarską (ISU) od 2009 roku. W skład każdej reprezentacji wchodzi dwóch solistów, dwie solistki, jedna para sportowa i jedna para taneczna. Automatyczną kwalifikację do zawodów drużynowych posiada sześć reprezentacji, zaś udział innych reprezentacji jest uzależniony od spełnienia wymogów ISU.
Premierową edycję zawodów World Team Trophy ogłoszono na konferencji prasowej mistrzostw świata 2008. Celem powstania zawodów było zachęcenie państw do rozwijania najlepszych łyżwiarzy figurowych we wszystkich czterech konkurencjach łyżwiarskich.

## Medaliści
| Rok  | Miejsce                                            | Złoto | Srebro | Brąz |
| ---- | -------------------------------------------------- | --- | --- | --- |
| 2009 | Tokio                                              | Stany Zjednoczone · Jeremy Abbott · Evan Lysacek · Rachael Flatt · Caroline Zhang · Caydee Denney / Jeremy Barrett · Tanith Belbin / Benjamin Agosto                           | Kanada · Patrick Chan · Vaughn Chipeur · Cynthia Phaneuf · Joannie Rochette · Jessica Dubé / Bryce Davison · Tessa Virtue / Scott Moir                                | Japonia · Takahiko Kozuka · Nobunari Oda · Miki Andō · Mao Asada · Narumi Takahashi / Mervin Tran · Cathy Reed / Chris Reed                                            |
| 2011 | Zawody odwołano z powodu trzęsienia ziemi w Tōhoku | Zawody odwołano z powodu trzęsienia ziemi w Tōhoku | Zawody odwołano z powodu trzęsienia ziemi w Tōhoku | Zawody odwołano z powodu trzęsienia ziemi w Tōhoku |
| 2012 | Tokio                                              | Japonia · Takahiko Kozuka · Daisuke Takahashi · Kanako Murakami · Akiko Suzuki · Narumi Takahashi / Mervin Tran · Cathy Reed / Chris Reed                                      | Stany Zjednoczone · Jeremy Abbott · Adam Rippon · Gracie Gold · Ashley Wagner · Caydee Denney / John Coughlin · Meryl Davis / Charlie White                           | Kanada · Patrick Chan · Kevin Reynolds · Amélie Lacoste · Cynthia Phaneuf · Meagan Duhamel / Eric Radford · Tessa Virtue / Scott Moir                                  |
| 2013 | Tokio                                              | Stany Zjednoczone · Max Aaron · Jeremy Abbott · Gracie Gold · Ashley Wagner · Marissa Castelli / Simon Shnapir · Madison Chock / Evan Bates                                    | Kanada · Patrick Chan · Kevin Reynolds · Gabrielle Daleman · Kaetlyn Osmond · Meagan Duhamel / Eric Radford · Kaitlyn Weaver / Andrew Poje                            | Japonia · Takahiko Mura · Daisuke Takahashi · Mao Asada · Akiko Suzuki · Cathy Reed / Chris Reed                                                                       |
| 2015 | Tokio                                              | Stany Zjednoczone · Max Aaron · Jason Brown · Gracie Gold · Ashley Wagner · Alexa Scimeca / Chris Knierim · Madison Chock / Evan Bates                                         | Rosja · Maksim Kowtun · Siergiej Woronow · Jelena Radionowa · Jelizawieta Tuktamyszewa · Yūko Kawaguchi / Aleksandr Smirnow · Jelena Iljinych / Rusłan Żyganszyn      | Japonia · Yuzuru Hanyū · Takahiko Mura · Satoko Miyahara · Kanako Murakami · Ami Koga / Francis Boudreau-Audet · Cathy Reed / Chris Reed                               |
| 2017 | Tokio                                              | Japonia · Yuzuru Hanyū · Shōma Uno · Wakaba Higuchi · Mai Mihara · Sumire Sutō / Francis Boudreau-Audet · Kana Muramoto / Chris Reed                                           | Rosja · Michaił Kolada · Maksim Kowtun · Jewgienija Miedwiediewa · Jelena Radionowa · Jewgienija Tarasowa / Władimir Morozow · Jekatierina Bobrowa / Dmitrij Sołowjow | Stany Zjednoczone · Jason Brown · Nathan Chen · Karen Chen · Ashley Wagner · Ashley Cain / Timothy LeDuc · Madison Chock / Evan Bates                                  |
| 2019 | Fukuoka                                            | Stany Zjednoczone Nathan Chen · Vincent Zhou · Mariah Bell · Bradie Tennell · Ashley Cain / Timothy LeDuc · Madison Hubbell / Zachary Donohue                                  | Japonia Keiji Tanaka · Shōma Uno · Rika Kihira · Kaori Sakamoto · Riku Miura / Shoya Ichihashi · Misato Komatsubara / Tim Koleto                                      | Rosja Andriej Łazukin · Aleksandr Samarin · Sofja Samodurowa · Jelizawieta Tuktamyszewa · Natalja Zabijako / Aleksandr Enbiert · Wiktorija Sinicyna / Nikita Kacałapow |
| 2021 | Osaka                                              | Rosja Michaił Kolada · Jewgienij Siemienienko · Anna Szczerbakowa · Jelizawieta Tuktamyszewa · Anastasija Miszyna / Aleksandr Gallamow · Wiktorija Sinicyna / Nikita Kacałapow | Stany Zjednoczone Nathan Chen · Jason Brown · Bradie Tennell · Karen Chen · Alexa Knierim / Brandon Frazier · Kaitlin Hawayek / Jean-Luc Baker                        | Japonia Yuzuru Hanyū · Shōma Uno · Rika Kihira · Kaori Sakamoto · Riku Miura / Ryuichi Kihara · Misato Komatsubara / Tim Koleto                                        |
| 2023 | Tokio                                              | Stany Zjednoczone Ilia Malinin · Jason Brown · Amber Glenn · Isabeau Levito · Alexa Knierim / Brandon Frazier · Madison Chock / Evan Bates                                     | Korea Południowa Cha Jun-hwan · Lee Si-hyeong · Kim Ye-lim · Lee Hae-in · Cho Hye-jin / Steven Adcock · Hannah Lim / Ye Quan                                          | Japonia Shun Satō · Kazuki Tomono · Mai Mihara · Kaori Sakamoto · Riku Miura / Ryuichi Kihara · Kana Muramoto / Daisuke Takahashi                                      |